# 克略昆卡山
13°45′20″S 70°44′37″W / 13.75556°S 70.74361°W
克略昆卡山（Quello Cunca），是秘魯的山峰，位於該國南部庫斯科大區的基斯皮坎奇省，處於柳斯卡里蒂山、霍里平泰山和托克利亞約克山西南面，屬於安第斯山脈的一部分，海拔高度約5,100米，